# Seherr-Thoß (Adelsgeschlecht)

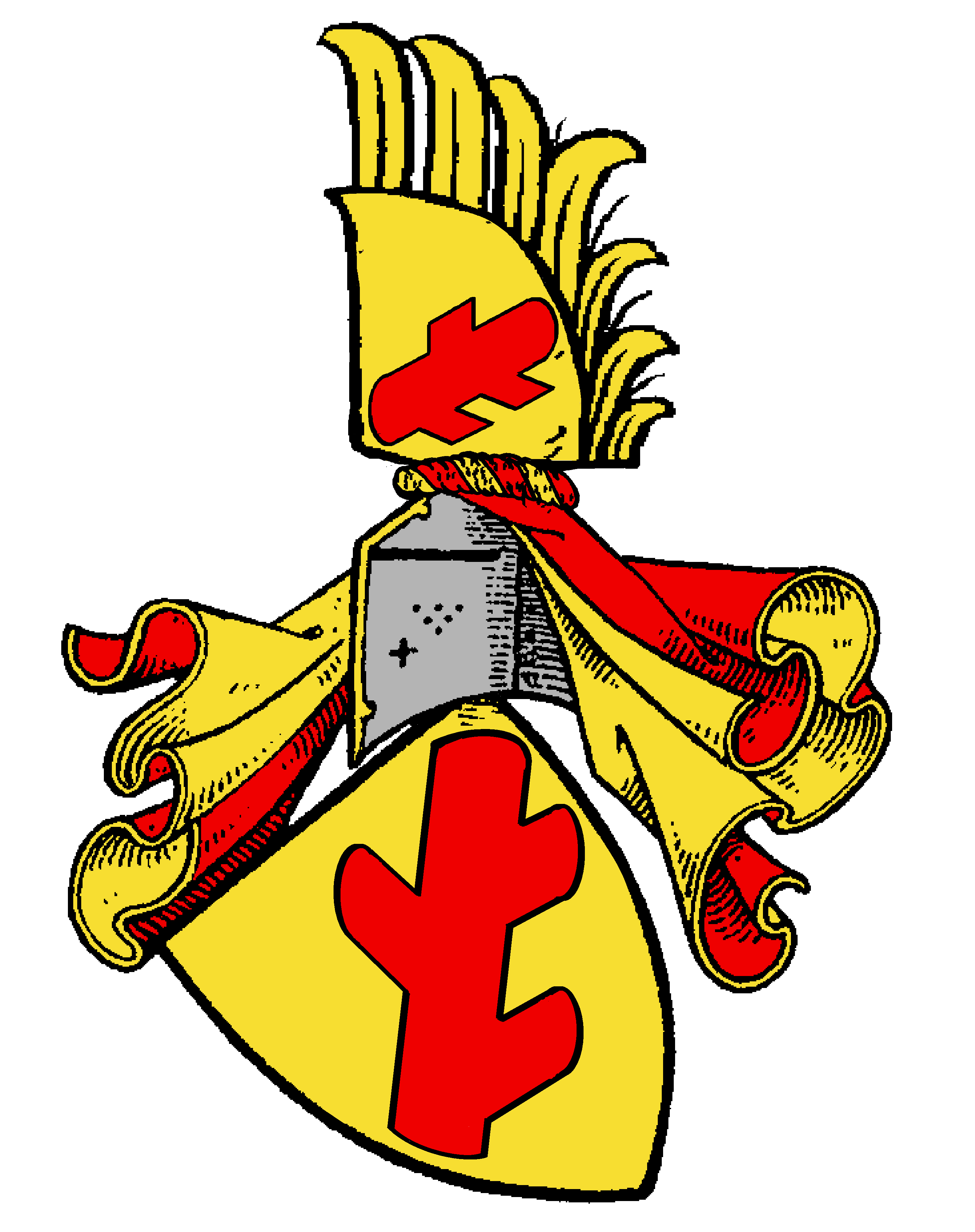
Stammwappen derer von Seherr-Thoß (früher auch Seherr von Thoß)

Seherr-Thoß ist der Name eines alten schlesischen Adelsgeschlechts.

## Geschichte
Das Geschlecht erscheint erstmals urkundlich am 27. Mai 1388 mit den Brüdern Nicolaus und Johannes genannt Zerin, Die Namensschreibweise wechselte zwischen Ser, Seer, Serer, Sehren, Seryn, Zerin, Seher, Sehr, Seherr, später Seherr und Thoß, Seherr von Thoß und Seherr-Thoß. Es gibt auch die Schreibweise Scherr-Thoß.
Nach dem mit Tosse Zerin in Groß-Glogau 1440 urkundlich auftretenden Vornamen wurde der Doppelname angenommen. durch die Brüder Hans u. Nicol Seren, Tassen genannt, zu Nisticz am 25. September 1546 urkundlich in dieser Form, gelegentlich unter Weglassung des Stammnamens.

### Standeserhebungen
- Böhmischer alter Herrenstand, Wien 10. Dezember 1721, für Johann Christoph von Seherr und Thoß auf Tannhausen und seinen Vetter Carl Ferdinand von Seherr und Thoß auf Domanze.
- Böhmischer Freiherrenstand, Wien 2. April 1734, für die Brüder Heinrich Leopold auf Heintzendorf, Christoph Ernst auf Olbersdorf, Kreis Reichenbach, Carl Conrad auf Rietschütz, Johann Georg auf Polach, und Joseph Ferdinand Seherr von Thoß.
- Preußischer Grafenstand, Berlin 2. September 1775, für Heinrich Leopold Freiherrn von Seherr-Thoß auf Teigelsdorf, Dobrau usw., nachmaligen Oberstlandmundschenken von Schlesien.
- Preußischer Grafenstand (primogenitur, geknüpft an den Besitz von Hohenfriedeberg, Kreis Bolkenhain), Berlin 15. Dezember 1840, für Friedrich Freiherrn von Seherr und Thoß auf Hohenfriedeberg, Königlich preußischer Landrat des Kreises Bolkenhain.
- Preußische Genehmigung der einheitlichen Namensschreibung von Seherr-Thoß durch A.KO. Venedig (an Bord S. M. Yacht „Hohenzollern“) 24. März 1914.[4]

### Besitz

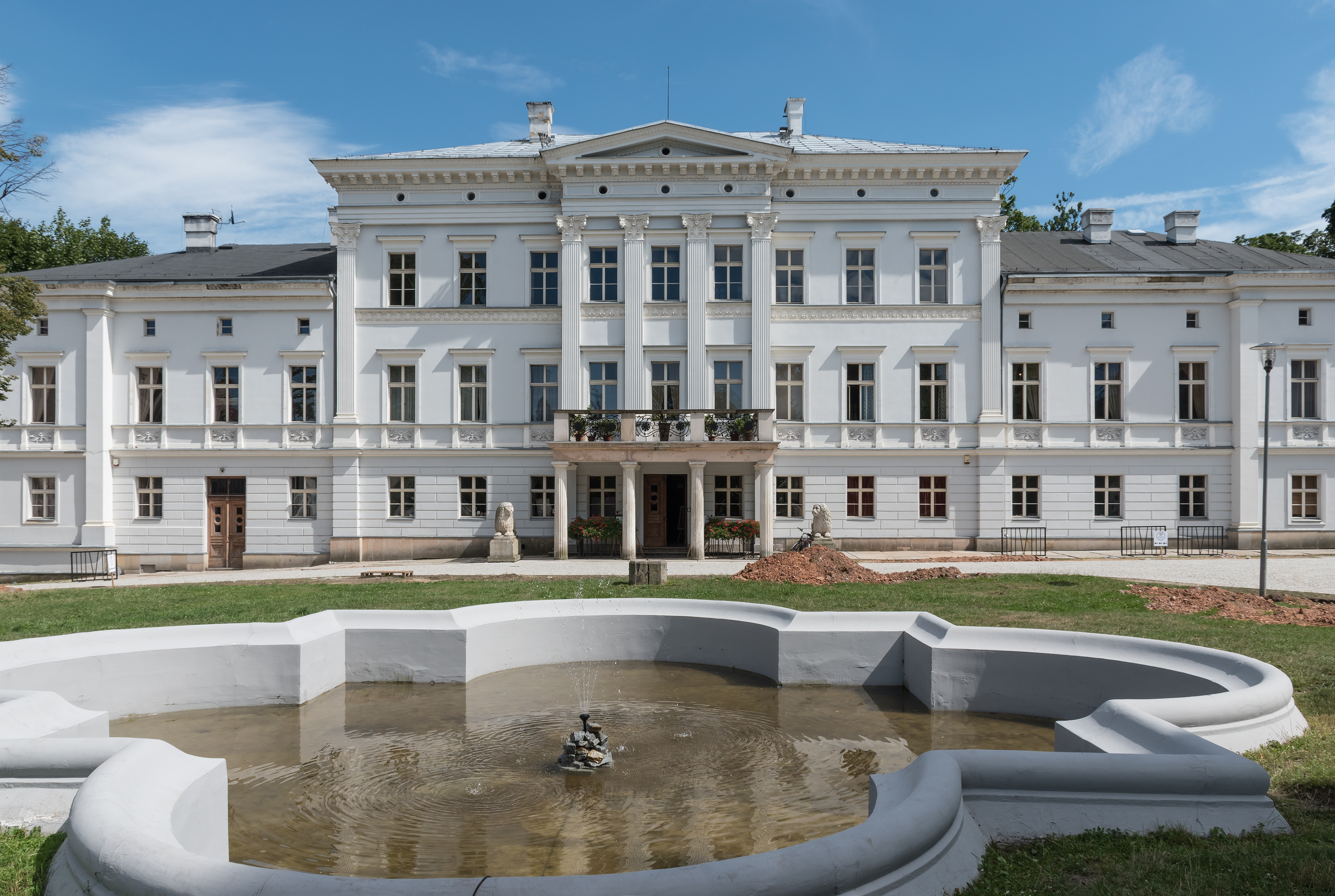
Schloss Tannhausen, Tannhausen, Niederschlesien
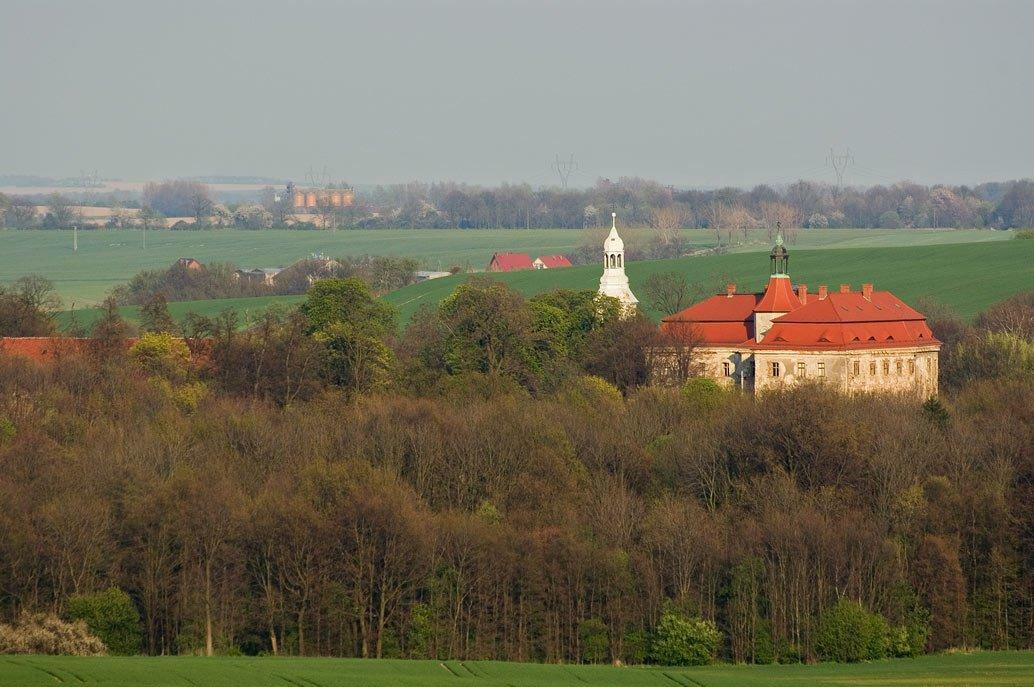
Schloss Domanze, Domanze, Niederschlesien
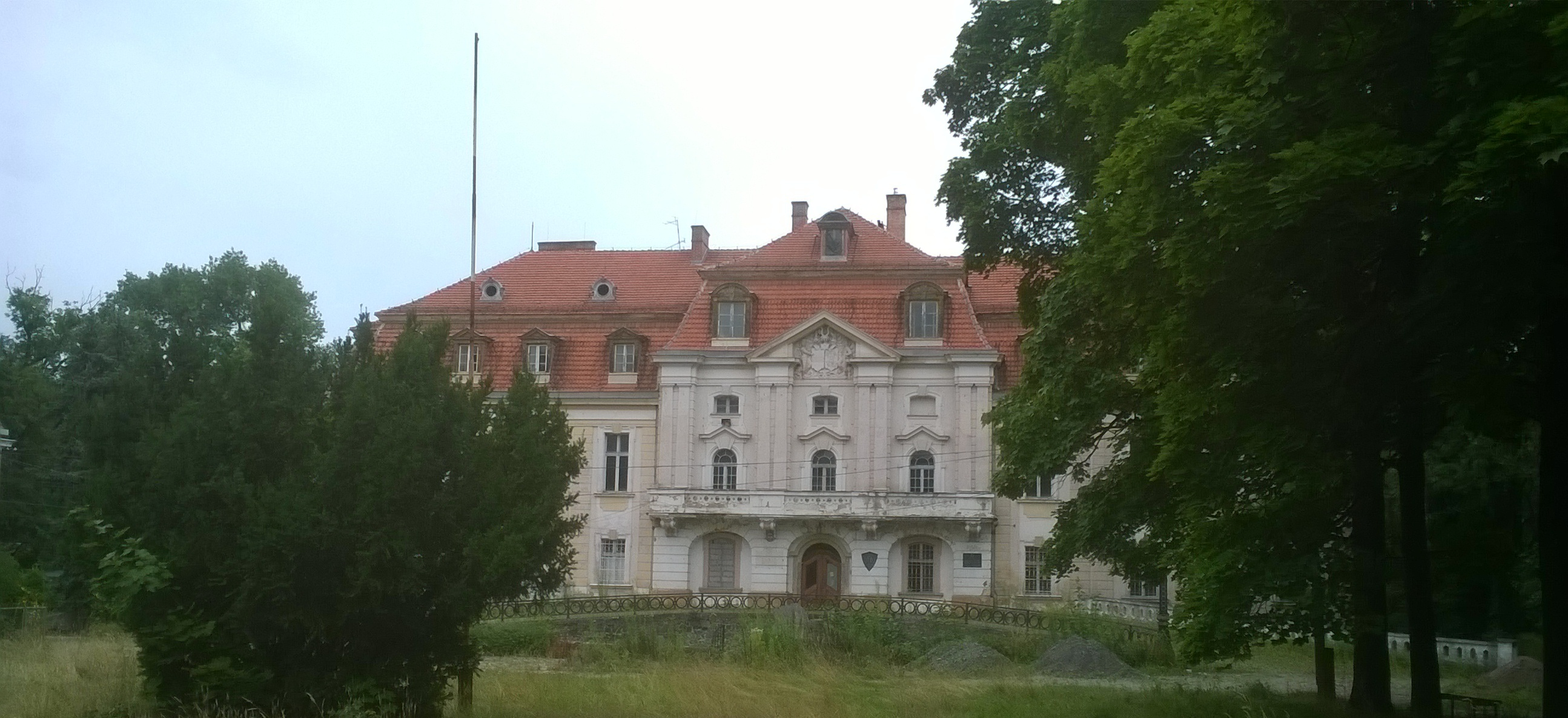
Schloss Olbersdorf, Niederschlesien
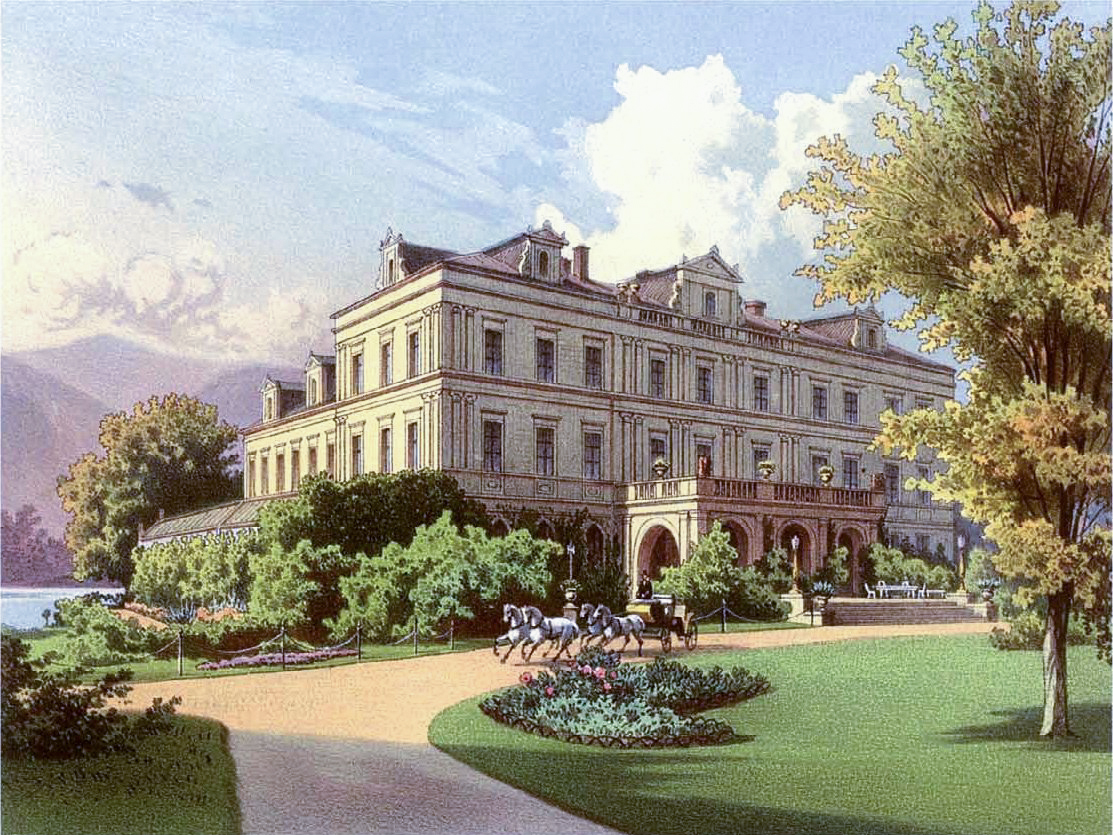
Weigelsdorf, Niederschlesien
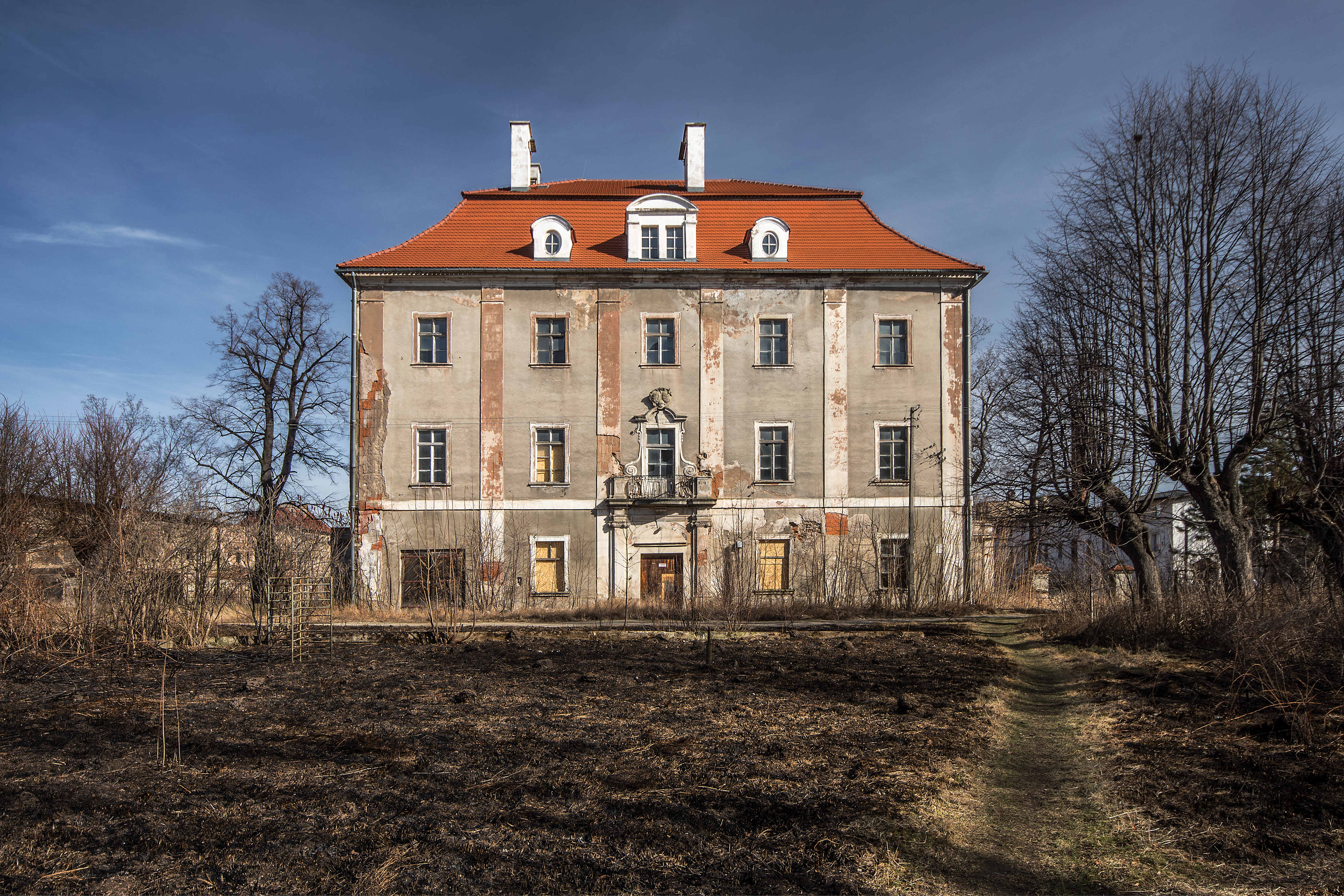
Schloss Hohenfriedeberg
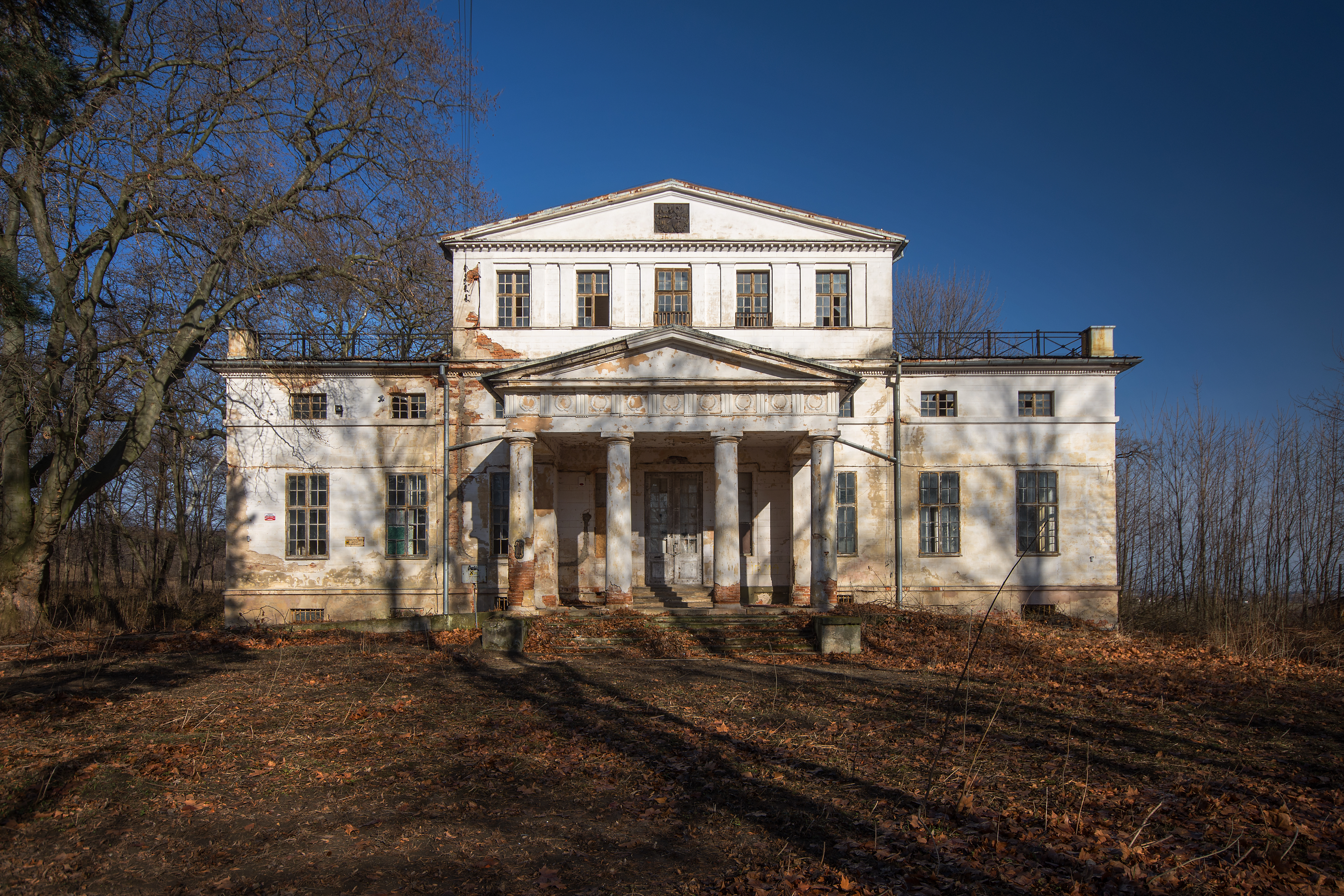
Schloss Simsdorf bei Hohenfriedeberg
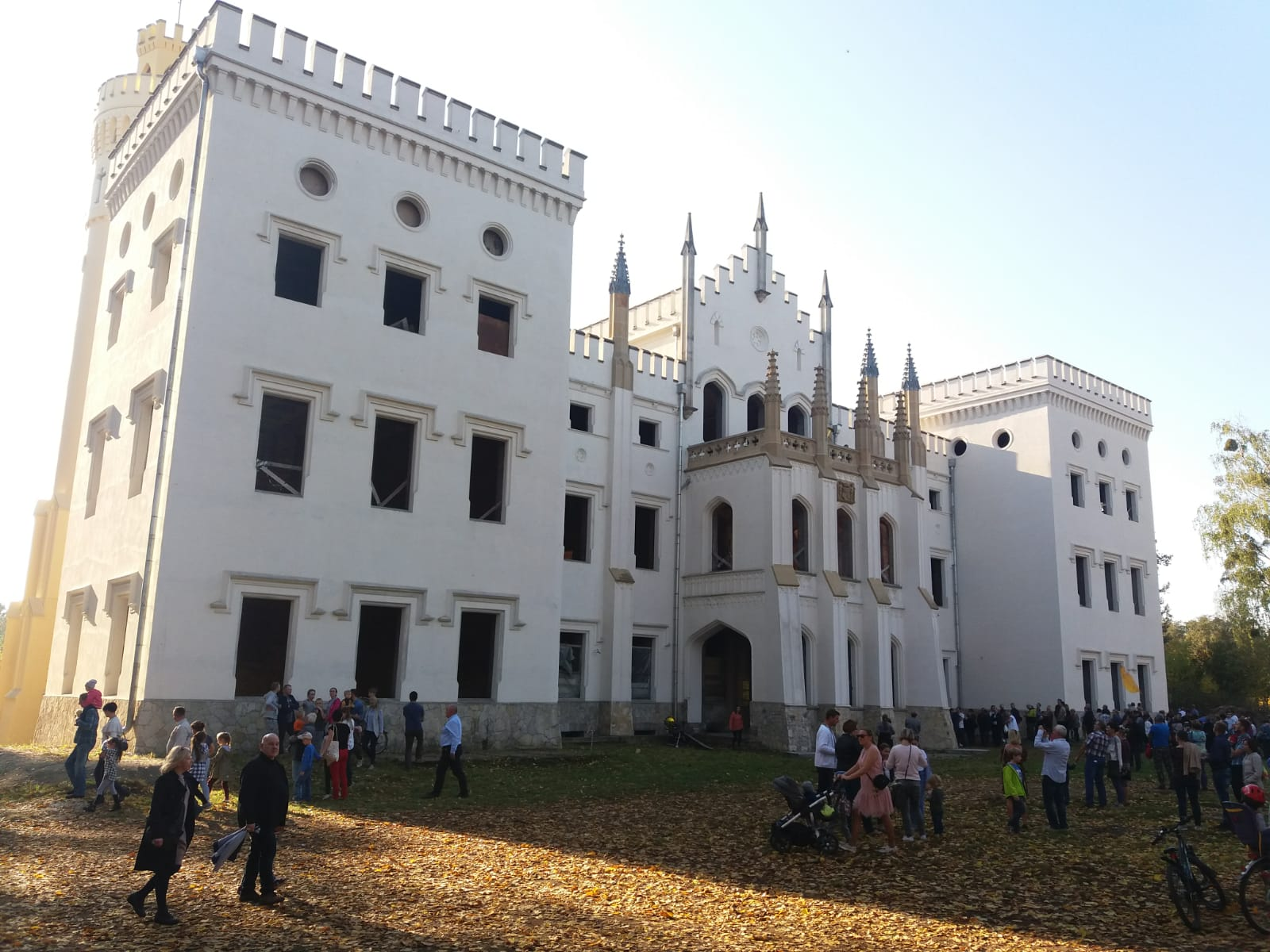
Schloss Dobrau, Oberschlesien

Es besteht ein in Breslau am 20. September 1883 gegründeter Familienverein.

## Wappen
Das Stammwappen gehört zur polnischen Wappengemeinschaft Ostrzew und zeigt in Gold schräglinks einen roten Baumstamm mit drei gestümmelten Ästen. Auf dem Helm mit rot-goldenen Decken ein wie der Schild bezeichneter Flügel.
Das freiherrliche Wappen (1721, 1734) ist geviert, 1 und 4 in Rot ein die Sachsen einwärts kehrender goldener Flügel, 2 und 3 wie Stammwappen. Zwei Helme mit rot-goldenen Decken, auf jedem Helm ein goldener Flügel, der rechte belegt mit einem schräglinken, der linke mit einem schrägrechten roten Baumstamm mit je zwei gestümmelten Ästen an den äußeren und je einem an den inneren Seiten.
Das gräfliche Wappen (1775) ist ebenfalls geviert, 1 und 4 in Silber ein gekrönter preußischer schwarzer Adler mit Zepter und Reichsapfel, 2 und 3 in Rot schräglinks ein goldener Baumstamm mit drei gestümmelten Ästen (Stammwappen). Drei Helme mit rot-goldenen Decken, auf den beiden äußeren je ein wie in Feld 2 und 3 bezeichneter Flügel, auf dem mittleren der preußische schwarze Adler. Als Schildhalter zwei einwärts sehende, um Haupt und Lenden grün bekränzte wilde Männer, mit der Rechten bzw. Linken sich auf eine Keule stützend.
Das gräfliche Wappen (1840) ist innerhalb eines goldenen Schildrandes geviert, 1 und 4 wie 1721, 2 und 3 in Silber schräglinks ein roter Baumstamm mit drei gestümmelten Ästen (Stammwappen). Zwei Helme wie 1721.

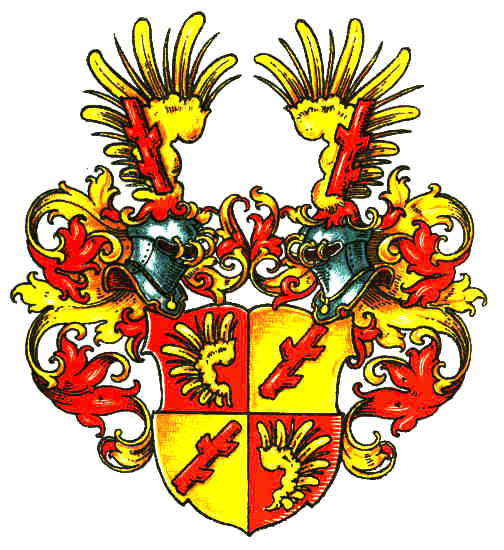
Wappen der Freiherren von Seherr-Thoss von 1721
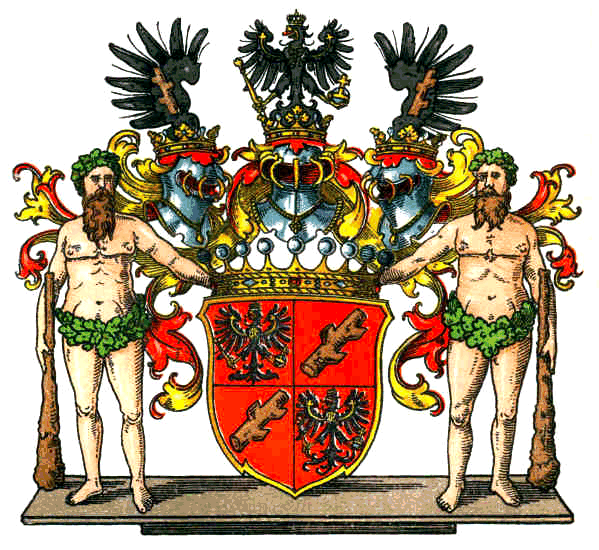
Wappen der Grafen von Seherr-Thoss von 1775
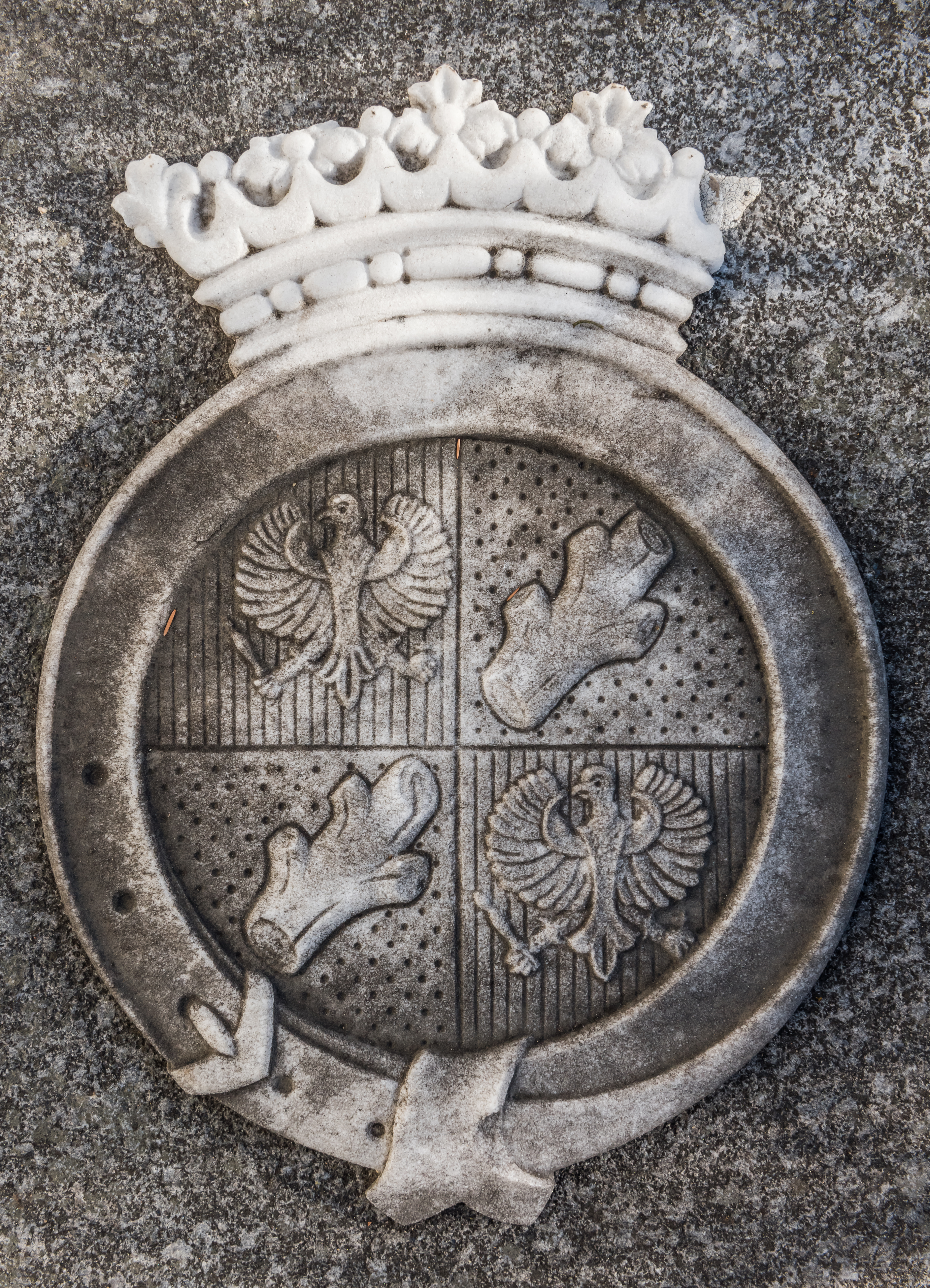
Wappenrelief der Grafen von Seherr-Thoss auf der Familiengruft an der Filialkirche Sankt Ulrich, bei Schloss Krastowitz, Klagenfurt, Kärnten, Österreich
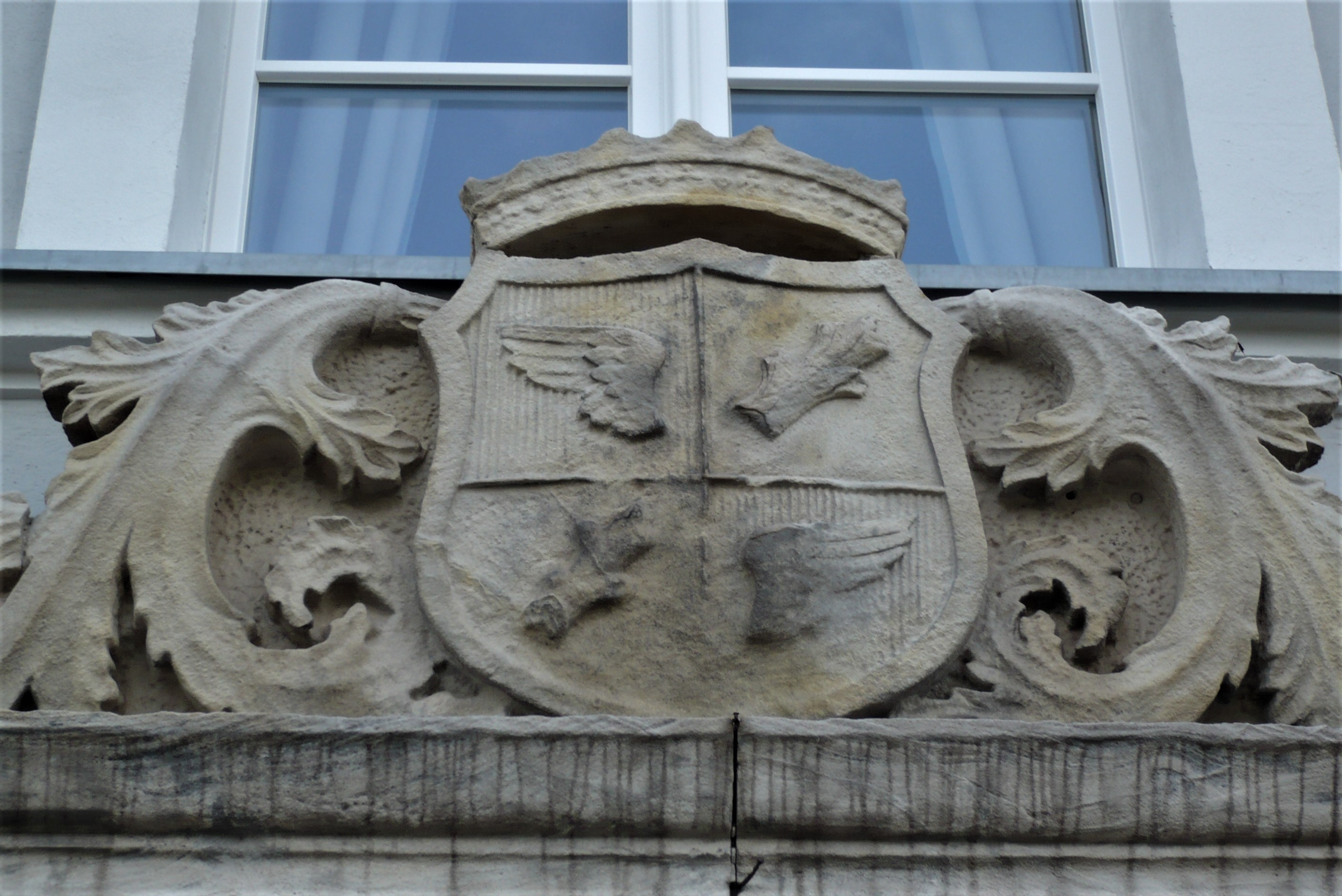
Wappenrelief am Schloss Kamnitz in Kamieniec (Kłodzko), Niederschlesien
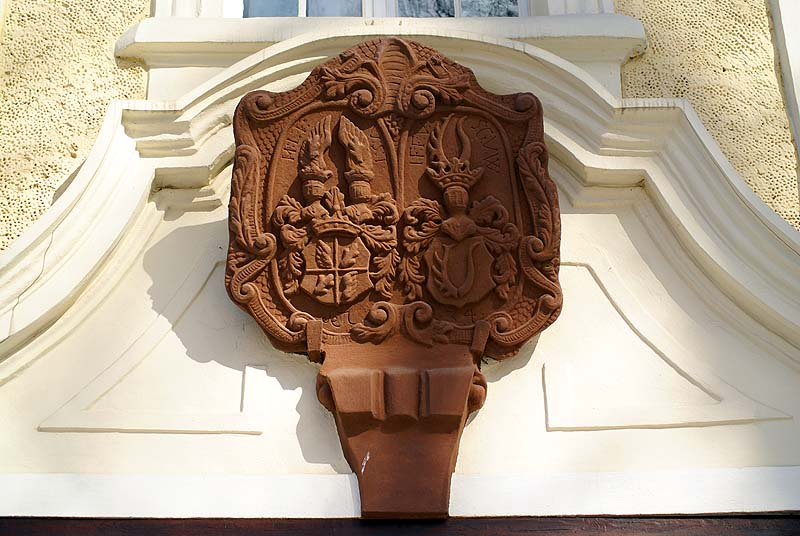
Wappenrelief bei Schloss Heinzendorf (Bagno), Niederschlesien

## Persönlichkeiten
- Johann Christoph von Seherr-Thoß (1670–1743), kaiserlicher Feldmarschall
- Carl Ferdinand Freiherr von Seherr-Thoss (von Seherr und Kunern) auf Domanze (* 28. Dezember 1678; † 1756)
- Freiherr Johann Christian von Seherr-Thoß († 1743), österreichischer Generalfeldmarschall
- Carl Heinrich Freiherr Von Seherr-Thoss (* 14. Dezember 1707; † 13. Februar 1754), Gutsbesitzer
- Heinrich Leopold von Seherr-Thoß (1734–1804), Großgrundbesitzer
- Carl Ferdinand Sigmund Freiherr von Seherr-Thoss (* 3. Dezember 1735), Gutsbesitzer
- Freiherr Karl Ferdinand Siegmund von Seherr-Thoß (1754–1814)[5], Grundherr von Primkenau von 1781 bis 1791
- Graf Ernst von Seherr-Thoß (1786–1856), Offizier und Gutsbesitzer
- Graf Friedrich von Seherr und Thoß (1789–1857), preußischer Offizier, Beamter und Rittergutbesitzer
- Hans von Seherr-Thoß, preußischer Landrat vom Kreis Neustadt O.S. (1830–1842)

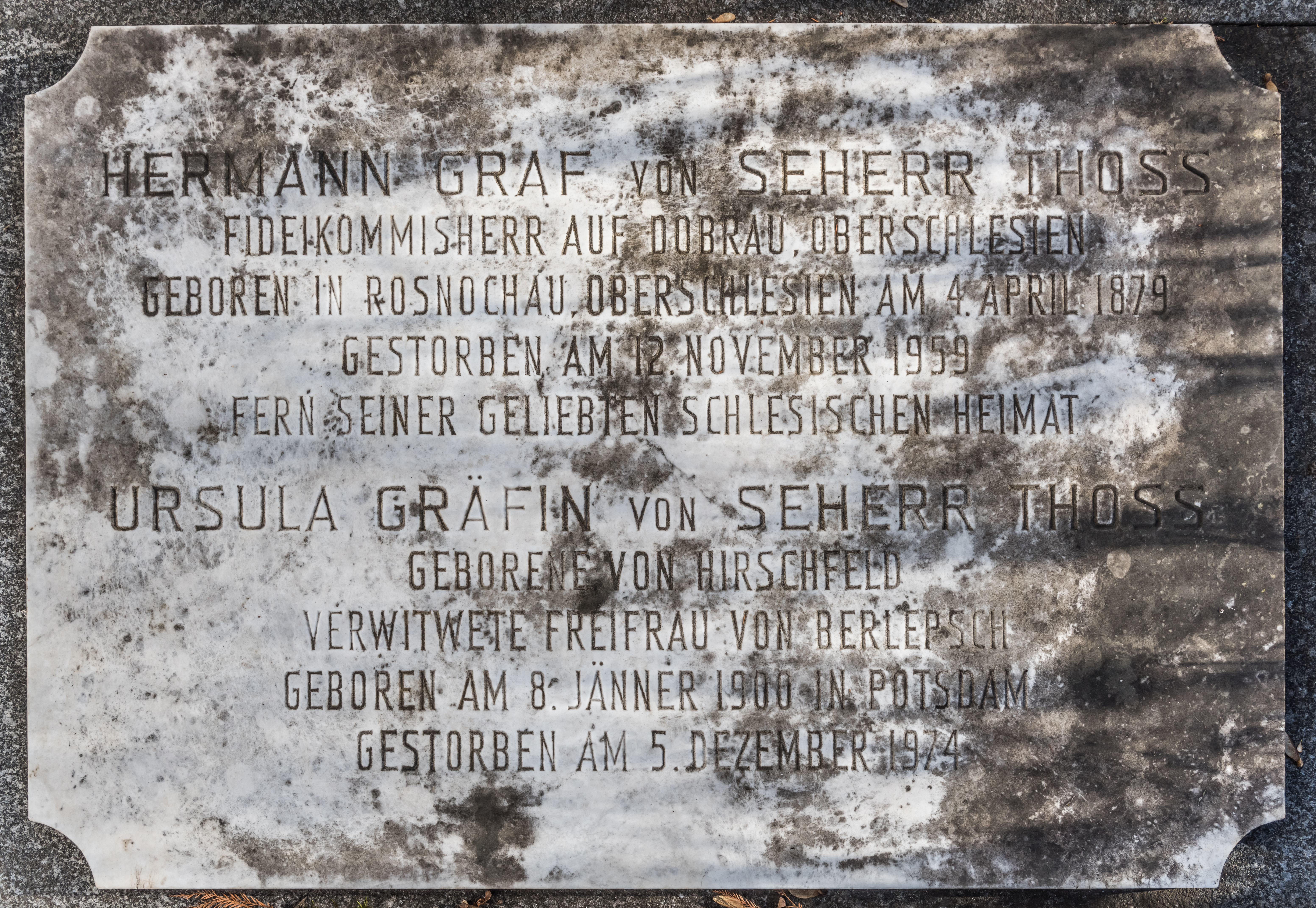
Grabplatte der Grafen von Seherr-Thoss auf der Familiengruft an der Filialkirche Sankt Ulrich bei Schloss Krastowitz, Klagenfurt, Kärnten

- Hermann Graf von Seherr-Thoß (1810–1893), Mitglied des Preußischen Herrenhauses
- Arthur Seherr-Thoß (1820–1898), preußischer und ungarischer Offizier und Politiker
- Manfred Graf von Seherr-Thoß (1827–1911), Mitglied des Preußischen Herrenhauses
- Stanislaus von Seherr-Thoß (1827–1907), preußischer Fideikommissbesitzer, Verwaltungsjurist und Landrat vom Kreis Pleß (1855–1872)
- Carl von Seherr-Thoß (1829–1892), preußischer Landrat vom Kreis Glatz (1855–1892)
- Konstantin von Seherr-Thoß (1830–1899), preußischer Landrat, Geheimer Regierungsrat
- Roger Graf von Seherr-Thoß (1851–1922), Mitglied des Preußischen Herrenhauses
- Günther von Seherr-Thoß (1859–1926), preußischer Fideikommissbesitzer, Verwaltungsjurist und Landrat sowie Regierungspräsident in Liegnitz (1902–1915)
- Lothar Freiherr von Seherr-Thoß (1860–1938), preußischer Generalmajor

- Hermann Graf von Seherr-Thoß (1879–1959), Fideikommisherr auf Dobrau, Oberschlesien
- Ernst Hans Christoph Theobald Graf von Seherr-Thoß (1882–1966), deutscher Generalmajor
- Hans Christoph Graf von Seherr-Thoß (1918–2011), deutscher Journalist und Historiker